# Saint-Paul-les-Fonts
Saint-Paul-les-Fonts là một xã trong vùng Occitanie. Xã Saint-Paul-les-Fonts nằm ở khu vực có độ cao trung bình 65 mét trên mực nước biển.